# Coryphella lineata
Coryphella lineata är en snäckart som först beskrevs av Sven Lovén 1846.
Coryphella lineata ingår i släktet Coryphella och familjen Flabellinidae. Arten är reproducerande i Sverige. Inga underarter finns listade i Catalogue of Life.